# 柳原白蓮
柳原 白蓮（やなぎわら びゃくれん、1885年〈明治18年〉10月15日 - 1967年〈昭和42年〉2月22日）は、大正から昭和時代にかけての歌人。本名は宮崎燁子（みやざきあきこ）、旧姓：柳原（やなぎわら）、北小路（きたこうじ）、伊藤（いとう）。大正三美人の一人。白蓮事件で知られる。
父は柳原前光伯爵。大正天皇の生母である柳原愛子の姪で、大正天皇の従妹にあたる。

## 生涯
※年齢表記は満年齢で記す。

### 生い立ち
東京に生まれた。父・前光が華やかな鹿鳴館で誕生の知らせを聞いたことから「燁子」と名付けられる。母のりょうは没落した新見正興の娘で、前光の妾のひとりで柳橋の芸妓であった。燁子は生後7日目に柳原家に引き取られ、前光の正妻・初子の次女として入籍される。前光の本邸には側室の「梅」（元は柳原愛子の侍女）がおり、子のない梅は燁子の引き取りを願っていたが、正妻の初子がそれを阻止すべく燁子を自分の手元に引き取ったという。生母・りょうは1888年（明治21年）、燁子3歳の時に病死している。
初子を母と定められて間もなく、当時の華族の慣習として品川の種物問屋を営む家に里子に出され、乳母の増山くにと里親家族の愛情の元、下町の自然豊かな環境で育てられる。学齢となった6歳の時に柳原家に戻り、初子に華族の娘としてしつけられる。1892年（明治25年）、麻布南山小学校に入学する。
1894年（明治27年）、9歳で遠縁にあたる子爵・北小路随光（きたこうじ よりみつ）(1832〜1916)の養女となり、小学校も転校となる。北小路家は夫婦の間の子がいずれも早世したため、父・前光の弟が養子となっていたが、隨光が女中に男子（資武・すけたけ）を生ませたことから養子関係が解消となり、その代わりに燁子を資武の妻にする条件での養子縁組であった。同年に父・前光が死去し、異母兄の義光が柳原家の家督を継ぐ。

### 最初の結婚と離婚

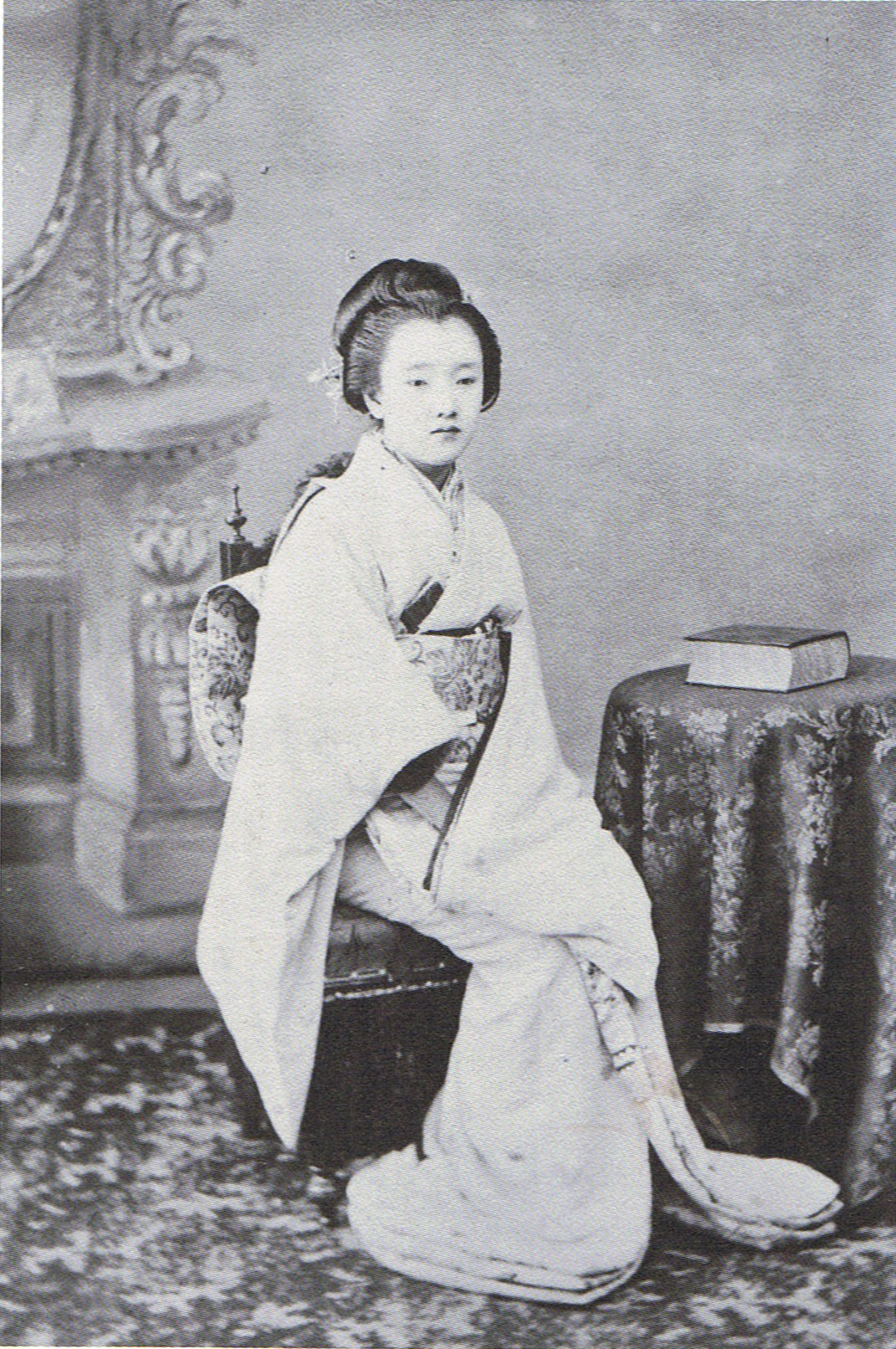
北小路家時代、16歳の燁子

北小路家で養父の隨光により和歌の手ほどきを受ける。1898年（明治31年）、13歳で華族女学校（現・学習院女子中等科）に入学する。北小路家は経済的に苦しいことから養父母は女学校入学を渋ったが、燁子の強い願いにより、車ではなく徒歩通学を条件として実現した。同居する資武は7歳年上で知的障害があったといわれ、思春期の盛りで燁子が他の男と同席するだけで嫉妬して暴力をふるうこともあった。結婚相手であることなど知らなかった燁子は資武に恐怖して嫌いぬき、結婚を急がせる養父母に泣いて抗議するが、ある日資武に「お前なんか妾の子だ」と罵倒され自分の出生を知らされる。初子を実母と思い込んでいた燁子にとっては、帰る場所を失った出来事だった。華族令とそれを元に定められた柳原家範という法の管理下にある燁子に選択の余地はなく、結婚を承諾させられ、間もなく妊娠した燁子は女学校を退学した。1900年（明治33年）、北小路邸で質素な結婚式が挙げられ、翌1901年（明治34年）、15歳で男子（功光）を出産した。
功光誕生の半年後、養母・久子の提案で北小路家縁の京都へ一家で引っ越すこととなる。まったく友人の居ない京都での生活は、子の養育は久子に取り上げられ、幼い同級生と子供のように遊びながら家で女中に手を付ける夫とは夫婦の愛情もなく、燁子は孤独を深めるばかりであった。結婚から5年後、燁子の訴えにより事情を知った柳原家と話し合いが持たれ、1905年（明治38年）、子供は残す条件 で離婚が成立し、20歳で実家に戻った。

### 幽閉生活と女学校入学
東京に戻った燁子は「出戻り」として柳原家本邸へ入れてもらえず、母・初子の隠居所で監督下に置かれ、門の外に一歩も出ることのない幽閉同然の生活となる。挨拶以外にほとんど誰とも口をきかない生活の中、姉・信子の計らいで古典や小説を差し入れてもらい、ひたすら読書に明け暮れる日々が4年間続いた。その間、再び燁子の意向と関わりなく縁談が進められ、結納の日取りまで決められるが、燁子は家を飛び出し、品川の乳母の家に走った。しかし、乳母の増山くには燁子の幽閉中に死去していた。家出した燁子を信子が庇い、兄・義光夫妻の元に預けられる。1908年（明治41年）、兄嫁・花子の家庭教師が卒業生であった縁から、東洋英和女学校（現・東洋英和女学院高等部）に23歳で編入学し、寄宿舎生活を送ることとなる。この頃、信子の紹介で佐佐木信綱主宰である短歌の竹柏会に入門する。最初の結婚で華族女学校の中退を余儀なくされた燁子には、再び学ぶことができる幸せな学園生活であった。女学校ではずっと年下の生徒たちとも打ち解け、中でも後に翻訳者となる村岡花子とは親交を深め、「腹心の友」となり、信綱を花子に紹介している。また、夏にはブラックモーア女史ら婦人宣教師達と軽井沢で過ごし、キリスト教文化を肌で感じ慈善事業に関心を持つなど、見聞を広めた。1910年（明治43年）3月、東洋英和女学校を卒業した。

### 再婚

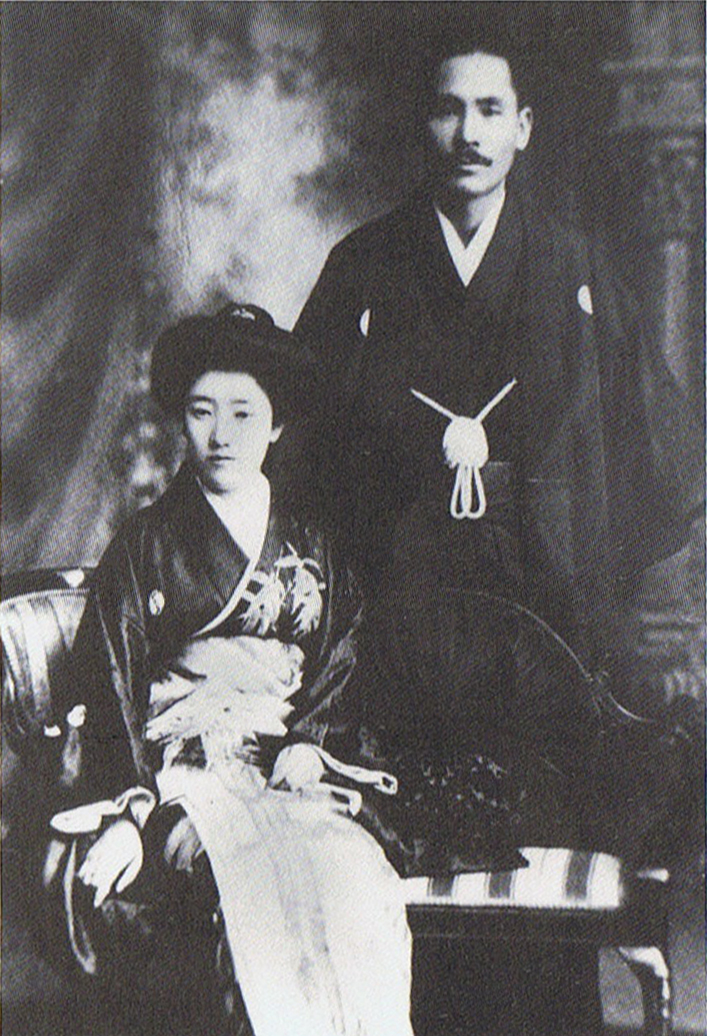
1911年（明治44年）3月、伊藤伝右衛門と柳原燁子・結婚写真

1910年（明治43年）11月、上野精養軒で燁子と九州の炭鉱王・伊藤伝右衛門との見合いが行われた。仲介者は得能通要と三菱鉱業門司支店長で柳原家とも関わりがある高田正久。燁子は当日、それを見合いだとは知らされていなかった。伝右衛門は50歳、炭鉱労働者からの叩き上げであり、学問はなく、妻を亡くした直後であった。話は当事者を抜きに仲介の人々によって早々にまとめられた。親子ほどの年齢差・身分・教養ともあまりに不釣り合いであり、日の出の勢いの事業家で富豪とはいえ、労働者上がりで地方の一介の炭鉱主が「皇室の藩塀」たる伯爵家から妻を娶るのは前代未聞のことで、「華族の令嬢が売物に出た」と話題になった。
異例の結婚に新聞では、柳原家への多額の結納金や媒介者への謝儀、宮内省への運動資金など莫大な金が動いたことが書き立てられた。背景には貴族院議員である兄義光の選挙資金目的と、一代で成り上がり、代議士や賞勲など様々な肩書きを得た伝右衛門が、後妻に名門華族の家柄を求めたことがあったと見られている。25歳で肩身の狭い出戻りの身の燁子は、年齢差の大きい夫は妻を大切にしてくれる、伊藤が女学校を経営しており、その財力で女子教育や社会奉仕ができるという兄嫁の説得を受け入れた。最初の不幸な結婚から離れて、今度こそ平和な家庭を得て本当の愛を受けたい、という思いもあった。
翌1911年（明治44年）2月22日、日比谷大神宮で結婚式が行われ、帝国ホテルでは盛大な披露宴が行われた。『東京日日新聞』では結婚式までの3日間にわたり、2人の細かい経歴などを書いた「燁子と伝ねむ」というタイトルの記事が連載され、“黄金結婚”と大いに祝福された。結婚式を前にした新聞取材に対し、伝右衛門は柳原家や仲介者に多額の金銭を送ったという記事の内容について否定し、燁子の兄・義光は不釣り合いな結婚について「出戻りですからな」と答えている。

### 炭鉱王の妻

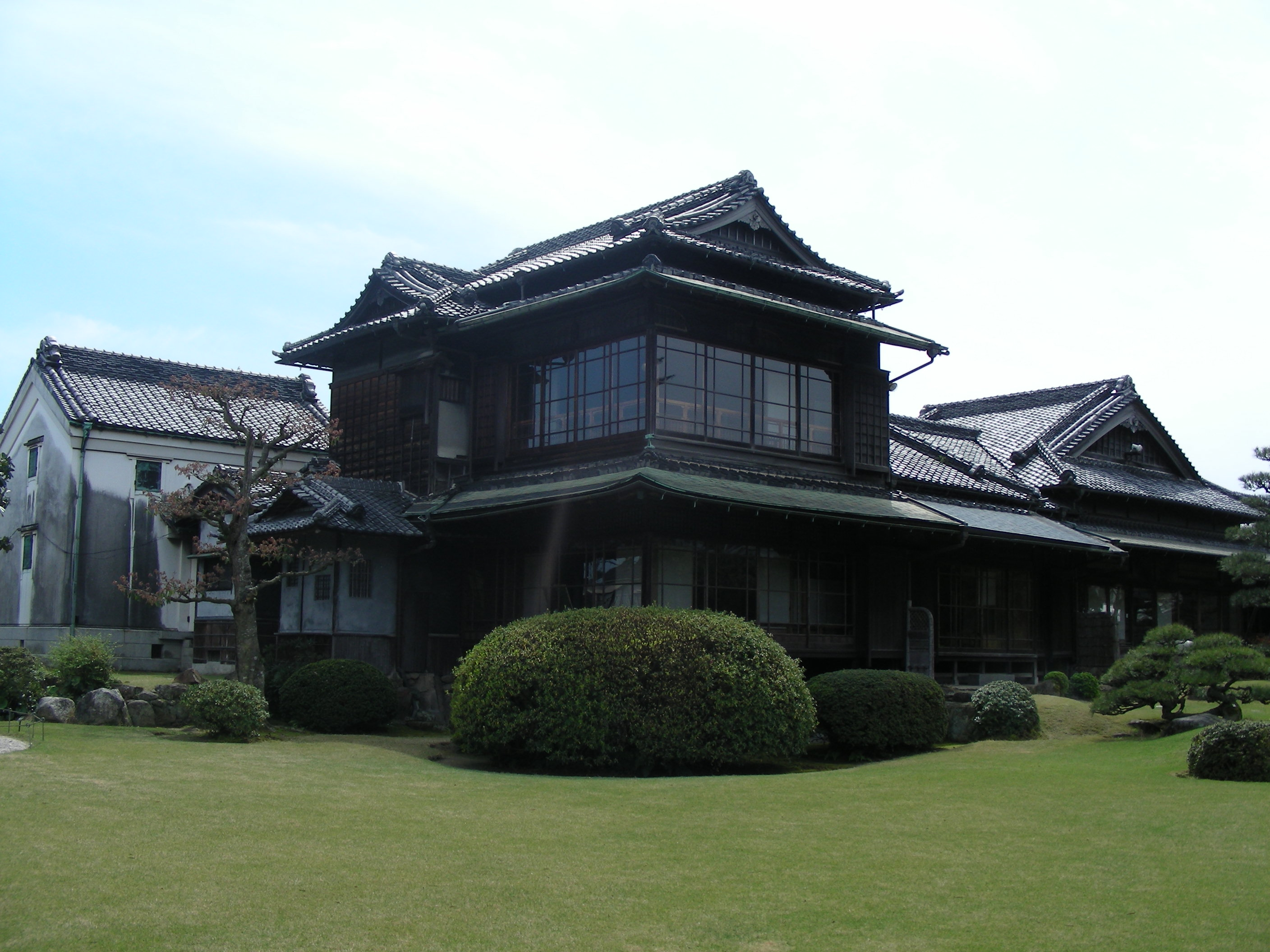
飯塚市幸袋の旧伊藤伝右衛門邸。2階が燁子の居室。裏手の土蔵は燁子の調度品を入れる蔵で、身分を反映して床が1段高く作られている。

福岡県嘉穂郡大谷村大字幸袋（現飯塚市）の伊藤邸は贅を尽くした大改築が行われ、燁子を迎えた。大八車で8台分という嫁入り道具一式も江戸指物師の茂上恒造に大金で作らせた。そこで燁子は、伊藤家の複雑な家族構成を知らされる。前妻との間に子供がいないと聞かされていた伝右衛門には、妾との間に小学6年生の実娘・静子がいた。養嗣子として妹の子供で大学生の金次、その弟で小学1年生の八郎がおり、父の伝六が妾に生ませた異母妹にあたる女学生の初枝や母方の従弟などもそこで暮らしていた。伝右衛門は若い頃の放蕩が過ぎて子供ができない身体であり、燁子は実子を持つことが出来ない不安定な立場で、大勢の使用人・女中・下男も暮らす複雑な大家族の女主人となる。
燁子はまず家風の改革に取り組み、言葉遣いや家族間・使用人との間の呼び方を改め、朝食をパン食に切り替えた。自分なりの母の務めとして、静子と初枝には最先端の教育を受けさせるべく、自分の母校である東洋英和女学校へ編入学させ、婿を自分の縁続きから世話をした。八郎も後に燁子の縁者である冷泉家から妻を迎えている。夢見ていた女学校の経営については、伝右衛門の「金は出すが口は出さない」主義で叶えられることはなかった。
それまで派手な女遍歴があった伝右衛門だったが、燁子との結婚にあたり、長年にわたる妾のつねと別れるなど身辺整理はしていた。しかし女中頭のサキは家中を切り回すために必要として家に置いており、妾の立場で家を取り仕切るサキと燁子は激しく対立する。この女中頭の問題はこじれにこじれ、東京で燁子をいったん実家へ預ける話合いが持たれるまで発展する。結局、サキを幸袋の家から出すことで決着となるが、すでに婿を迎えている柳原家に燁子が戻る場所はなく、伊藤の家を追い出されれば生活の術もない己の立場の弱さを思い知る出来事であった。また、遊廓に入り浸ることの多かった伝右衛門に病気をうつされたことも、気位の高い燁子に大きな屈辱となり、夫婦の間の亀裂は深まるばかりであった。伊藤家で孤立を深める燁子は、京都にいる伝右衛門の古くからの妾である野口さとに信頼を寄せ、その妹のおゆうを小間使いとして福岡幸袋に呼び寄せた。1年ほど経ってから、おゆうに伝右衛門の妾になることを懇願する。己の立場を守るために、自ら夫に妾をあてがい、同じ寝所で3人で枕を並べて寝たこともあったという。おゆうが病で京都に戻った後は、燁子の願いにより、再びさとが伝右衛門の妾を務めた。

### 筑紫の女王・白蓮

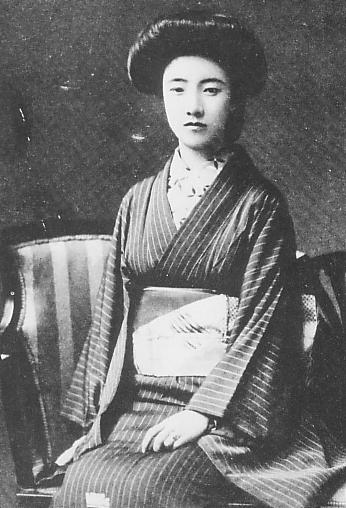
白蓮

そんな歪んだ結婚生活の懊悩・孤独を燁子はひたすら短歌に託し、竹柏会の機関誌『心の花』に発表し続けた。師である佐佐木信綱は、私生活を赤裸々に歌い上げる内容に驚き、本名ではなく雅号の使用を勧め、信仰していた日蓮にちなんで「白蓮」と名乗ることとなる。1911年（明治44年）、『心の花』6月号で「白蓮」の号を初めて使用する。福岡天神町の別邸を中心に、九州帝国大教授の医学博士で歌人の久保猪之吉、その妻で俳人の久保より江らと交流し、福岡社交界の華として活動した。1915年（大正4年）3月、『心の花』の叢書として処女作の歌集『踏絵』を自費出版する。歌壇で賛否を呼びながら話題となり、新聞にも好意的に取り上げられる。人気画家の竹久夢二が挿絵を手がけた豪華な装丁の本の出版の背景には、信綱から夢二への依頼があったといい、また、伝右衛門の多額な出資があった。この年に大分県別府に広大な伊藤家別荘が落成し、多くの文化人が訪れる燁子の文化サロンとなる。燁子は夫を恐れ厭い常に気を遣う生活の一方、久保教授や陸軍中尉・藤井民助、福岡日日新聞記者の伊東盛一など、様々な相手と歌や手紙の上で仮想的な恋愛の駆け引きをして鬱屈する心の救いを求めていた。
1917年（大正6年）暮れ、福岡鉱務署長・野田勇に炭鉱主から贈収賄が行われた疑いで大規模な検察の調査が入った筑豊疑獄事件が起こる。翌1918年（大正7年）4月初頭、野田夫人の友人である燁子は贈賄側の証人として出廷した。公の場に現れたことで話題となり、『大阪朝日新聞』は4月11日から「筑紫の女王燁子」というタイトルで10回にわたる連載記事を載せ、大きな反響を呼ぶ。7年前の不釣り合いな結婚にさかのぼり、豪勢な生活を送りながら不幸な結婚生活に嘆くという私生活を詳細に書き立てる記事には白蓮の歌が引用されており、この連載記事がきっかけで白蓮が燁子であること、「筑紫の女王」という呼び方が全国的に知られるようになる。また、歌壇内では話題になったものの、世間的には知られていなかった歌集の『踏絵』も一般に売れるようになった。1919年（大正8年）3月、詩集『几帳のかげ』・歌集『幻の華』を刊行する。別府の別荘を訪れた菊池寛が、1920年（大正9年）に出版した『真珠夫人』は燁子がモデルと言われ、ベストセラーになっている。

### 恋に生きる
1919年（大正8年）12月、戯曲『指鬘外道』（しまんげどう）を雑誌『解放』に発表する。これが評判となって本にすることになり、打ち合わせのために1920年（大正9年）1月31日、『解放』の主筆で編集を行っていた宮崎龍介が別府の別荘を訪れる。龍介は7歳年下の27歳、孫文を支援した宮崎滔天の長男で、東京帝国大学法科の3年に在籍しながら新人会を結成して労働運動に打ち込んでいた。新人会の後ろ楯となったのが吉野作造ら学者による黎明会であり、『解放』はその機関誌であった。
両親共に筋金入りの社会運動家の血を引き、時代の先端を走る社会変革の夢を語る龍介は、燁子がそれまで出会ったことのない新鮮な思想の持ち主であった。燁子は初対面の龍介に「自分の生活はこうしてものを書くだけで、他には何の楽しみもない」という境遇を語っている。別府に2晩宿泊し、打ち合わせを終えて日豊本線に乗る龍介を、燁子は小倉まで見送った。その後、事務的な手紙の中に日常の報告と恋文が混じる文通が始まる。3月に『指鬘外道』を刊行、邦枝完二の演出で6月に東京市村座で上演されることになり、燁子は原作者として芝居の本読み会や舞台稽古の見学のため、何度か義妹の初枝を伴って上京、その間に龍介と2人の逢瀬を持つようになる。龍介は、燁子が気取ったところがなく、誰に対しても率直に意見を述べ、自分の中に一つのしっかりしたものを持つ、当時の女性としては珍しい個性に惹きつけられたという。

### 出奔決意
燁子の上京の機会は伝右衛門に同行する春秋2回で、京都などで限られる逢瀬の中、2人は頻繁な手紙のやり取りで仲を深め、燁子は『解放』の編集部に電報で激しい恋の歌を送ることもあった。やがて龍介の周囲で燁子との関係の噂が広まり、華族出身のブルジョワ夫人との恋愛遊戯など思想の敵として、1921年（大正10年）1月に龍介は『解放』の編集から解任され、4月には新人会を除名された。このことは燁子の心を一層龍介に傾かせた。同年6月、燁子は雑誌の対談で同じ竹柏会の同人である九条武子と初めて対面し、互いに似た境遇ですぐに心通じ合う仲となる。武子にも秘められた恋人がおり、別府に招き2人で様々に語り合った。
そのうち、燁子から龍介に「今の境遇に耐えられない、何度自殺しようと思ったか知れない。今の状態から一刻も早く私を救い出して欲しい。」といった趣旨の手紙が届くようになる。1921年（大正10年）8月、京都での逢瀬で燁子は龍介の子をみごもった。姦通罪のあった男尊女卑のこの時代に、道ならぬ恋は命がけであった。燁子は伊藤家を出る覚悟を決めて、秋の上京の際に家出を決行する準備のために、伝右衛門のお気に入りで博多花柳界で名高い芸妓であった舟子を、大金の4千円で身請けして、9月29日に廃業届が出された。おゆうと同じように、小間使いとして呼び寄せて、自分の身代わりの人身御供として舟子を伝右衛門の妾にしたのである。龍介は新人会時代の仲間である朝日新聞記者の早川二郎や赤松克麿らに相談して、燁子出奔の計画を練り、決行した。世に言う白蓮事件である。燁子36歳、龍介29歳であった。

### 再々婚以後

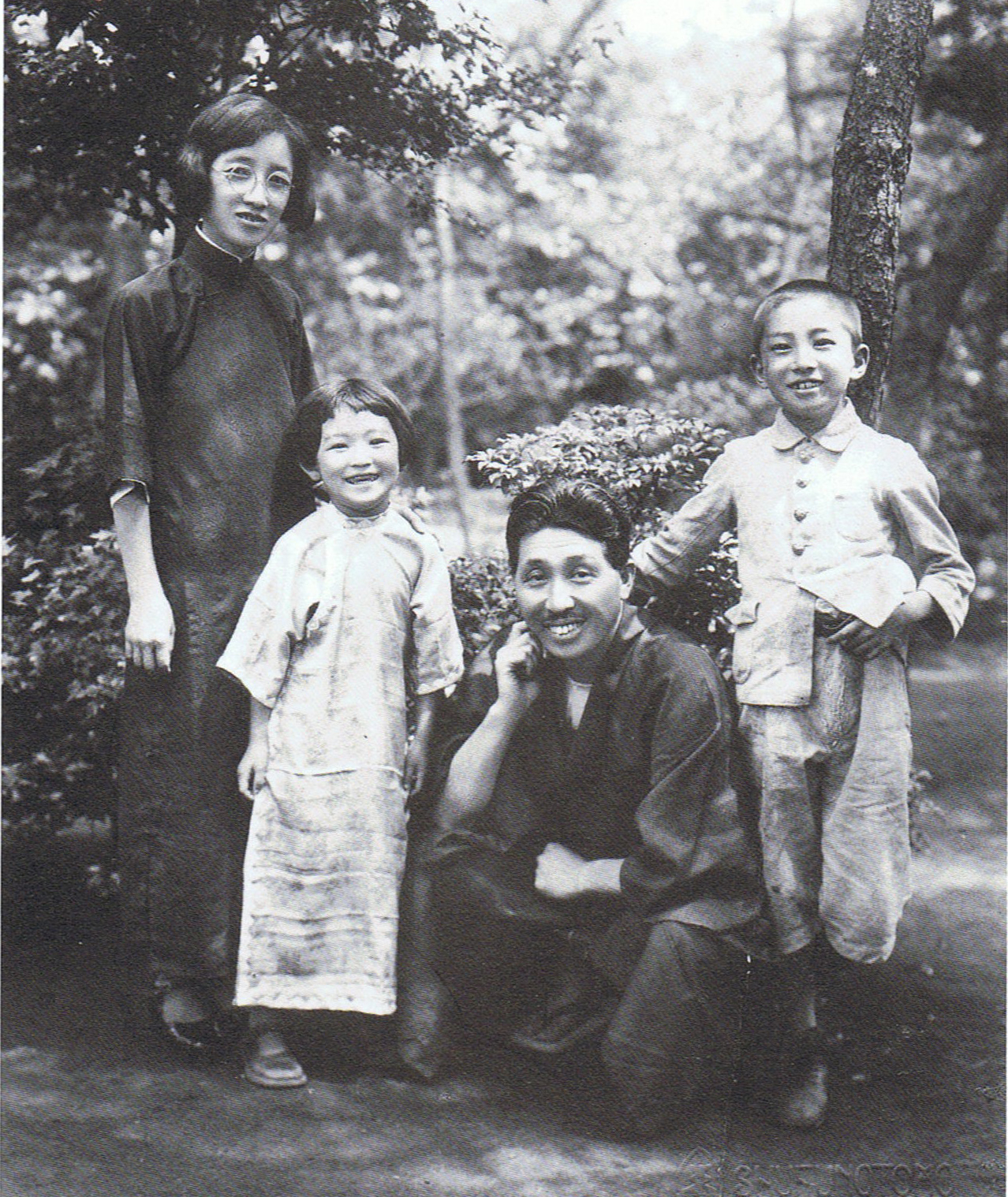
1930年（昭和5年）、燁子、蕗苳、龍介、香織

紆余曲折を経て、1923年（大正12年）9月の関東大震災 をきっかけに、駆け落ち騒動の最中に生まれた長男・香織と共に宮崎家の人となった燁子は、それまで経験したことのない経済的困窮に直面する。弁護士となっていた龍介は結核が再発して病床に伏し、宮崎家には父滔天が残した莫大な借金があった。裁縫は得意であったが炊事洗濯は出来ない燁子に代わり、姑の槌子が家事と育児を引き受けた。燁子は小説を執筆し、歌集も出版、色紙や講演の依頼も引き受け、龍介が動けなかった3年間は燁子の筆一本で家計を支えた。1925年（大正14年）9月、長女の蕗苳（ふき）が誕生する。
この頃、吉原遊廓から脱出した花魁の森光子が宮崎家に駆け込んで助けを求めている。当初は戸惑った燁子と龍介だが、労働総同盟の協力を得て、光子の自由廃業を手助けした。その後も娼婦の救済活動は続けられ、1928年（昭和3年）にも吉原から子持ちの娼妓が宮崎家に駆け込んでいる。苦界にあった女性たちに白蓮は憧れの存在であった。この活動は暴力団に狙われる危険なものであったが、燁子にはかつて伊藤家でおゆうや舟子ら同性を犠牲にした罪の意識があり、娼婦の救済はその罪滅ぼしもあったと見られる。
小康を得た龍介は1928年（昭和3年）11月の第1回普通選挙に立候補するが、演説会場で昏倒し喀血して絶対安静の身となる。燁子は龍介に代わって選挙運動の演壇に立ち、色紙を売るなど選挙資金を作って夫を支えた。宮崎家を頼る労働運動関係者や中国人留学生、吉原から脱出した娼妓らを食客として世話をした。生活が苦しい京都出身の華族の子弟を、学習院へ通わせるために家に住まわせ、その中には北小路家に残してきた初子・功光もいた。出奔事件以降『心の花』への投稿を断っていたが、1934年（昭和9年）に自らの歌の場として歌誌『ことたま』を刊行した。

### 戦争と晩年

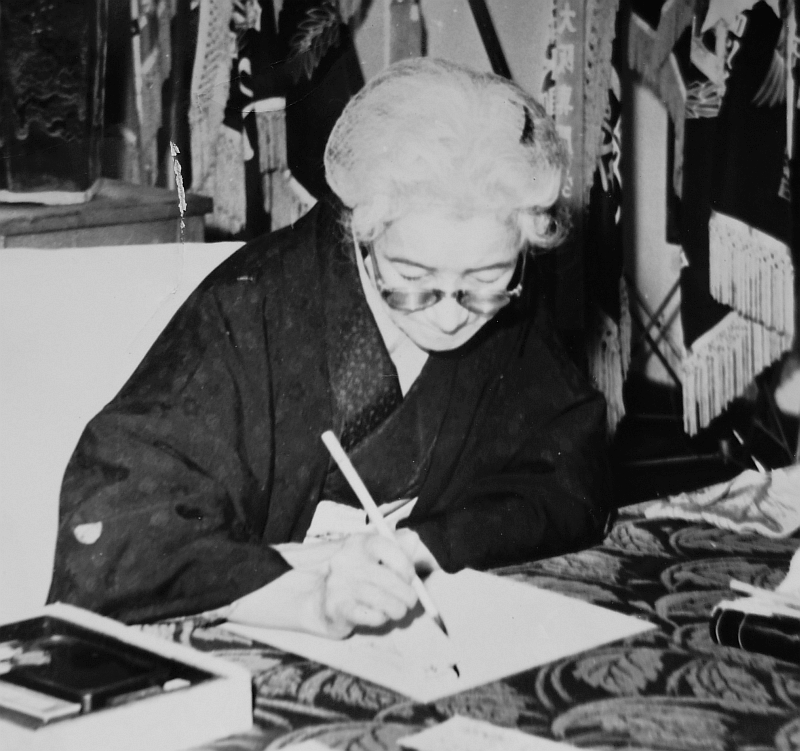
晩年、色紙に向かう白蓮

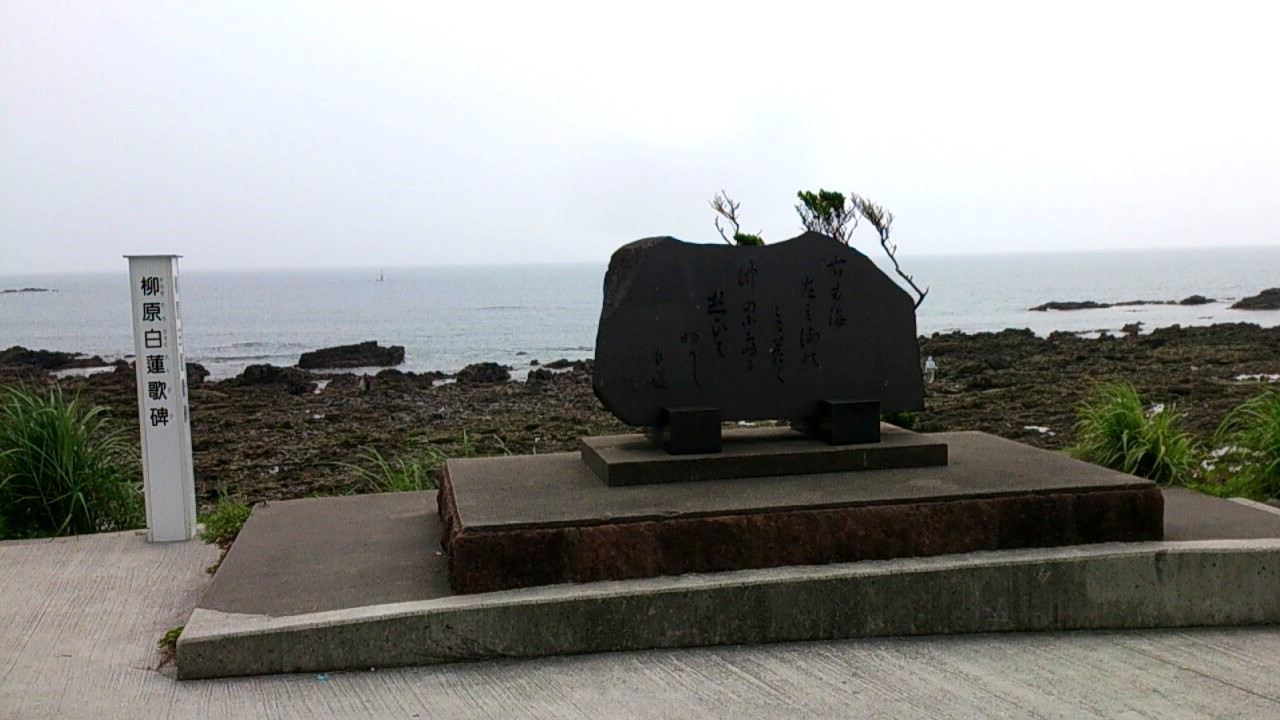
1957年（昭和32年）にいちき串木野市婦人会の招請による講演会の後、長崎鼻の絶景に魅せられ残した歌の記念碑。
「右も海 左も海の 色蒼く 沖の小島に 想ひは ふかし」

1937年（昭和12年）7月、盧溝橋事件で緊迫する中国との和平工作の特使として、龍介が近衛文麿首相の依頼で上海へ派遣されるが失敗、神戸で拘束されて東京へ送還される。燁子ら一家は家宅捜索を避け、蓼科の別荘に避難した。1944年（昭和19年）12月1日、早稲田大学政経学部在学中の長男・香織が学徒出陣し、翌1945年（昭和20年）8月11日、所属していた陸軍・鹿児島県串木野市の基地が爆撃を受けて戦死した。享年23。終戦のわずか4日前であった。香織戦死の知らせを信じず、公報の知らせを捨てた燁子は涙も出ず、ただただ呆然とした。夜になって一人、庭で慟哭した。白髪が一気に増えたといい、これは心労もあったと考えられるが、白髪を嫌がった息子のために染めていたのを、戦死以降やめたと本人が説明していたとの証言もあり、真相は定かではない。
1946年（昭和21年）5月にNHKラジオで子供の死の悲しみと平和を訴える気持ちを語ったことをきっかけに、「悲母の会」を結成し、熱心な平和運動家として支部設立のため全国を行脚した。年の半分、家を空けていたときもあるという。会は外国とも連携して「国際悲母の会」となり、さらに世界連邦運動婦人部へ発展させた。1953年（昭和28年）10月、世界連邦婦人部部長としての講演会で、出奔事件以来32年ぶりに九州・福岡の地を訪れている。
1959年（昭和34年）の皇太子明仁親王と民間人である正田美智子との結婚に際し、香淳皇后、雍仁親王妃勢津子、宣仁親王妃喜久子、梨本伊都子、松平信子らと共に激しく反対した。
1961年（昭和36年）、緑内障で徐々に両眼の視力を失う。龍介の手厚い介護のもと、娘夫婦に見守られ歌を詠みつつ暮らした穏やかな晩年であった。1967年（昭和42年）2月22日、心臓衰弱のため西池袋の自宅で死去した。81歳没。戒名は妙光院心華白蓮大姉。
遺骨は香織と共に神奈川県相模原市石老山の顕鏡寺に納められた。

## 年譜・著作
※刊行した著作は太字。
- 1885年（明治18年）10月15日、東京で誕生。品川に里子に出される。
- 1892年（明治25年）柳原家に戻り、麻布南山小学校入学。（7歳）
- 1894年（明治27年）北小路家の養女となり、竹早の師範附属小学校に転校。（9歳）
- 1898年（明治31年）華族女学校に入学。（13歳）
- 1900年（明治33年）華族女学校を中退、北小路資武と結婚。翌年に男児（功光）出産。（15歳）
- 1905年（明治38年）北小路資武と離婚。実家に戻る。（20歳）
- 1908年（明治41年）東洋英和女学校に編入学。竹柏会に入門。（23歳）
- 1910年（明治43年）3月、東洋英和女学校卒業。
- 1911年（明治44年）2月、伊藤伝右衛門と再婚。（25歳）
- 1915年（大正4年）白蓮の雅号で第一歌集『踏絵』上梓
- 1917年（大正6年）4月、筑豊疑獄事件で証人として出廷。
- 1919年（大正8年）詩集『几帳のかけ』・歌集『幻の華』刊
- 1920年（大正9年）1月、編集者として別府を訪れた宮崎龍介と出会う。戯曲『指鬘外道』刊
- 1921年（大正10年）10月、白蓮事件。伊藤伝右衛門と離婚。『白蓮自選歌集』刊（36歳）
- 1922年（大正11年）5月、男児（香織）出産。
- 1923年（大正12年）9月、関東大震災。香織と共に宮崎家に入る。11月16日、華族除籍[7]。以降、柳原白蓮、柳原燁子の筆名で活動。
- 1924年（大正13年）小説『則天武后』刊
- 1925年（大正14年）9月、長女・蕗苳誕生。歌集『紫の梅』刊
- 1928年（昭和3年）歌集『流転』『筑紫集』・自伝小説『荊棘の実』・小説『恋愛懺悔』刊
- 1930年（昭和5年）小説『青春譜』刊
- 1931年（昭和6年）宮崎滔天遺族の国賓として龍介と中国訪問。
- 1934年（昭和9年）歌誌『ことたま』創刊
- 1937年（昭和12年）7月、盧溝橋事件
- 1939年（昭和14年）『歴代女流歌人の鑑賞』刊
- 1943年（昭和18年）小説『民族のともしび』刊
- 1945年（昭和20年）8月、香織、鹿児島県串木野市で戦災死。（59歳）
- 1946年（昭和21年）1月、長女・蕗苳結婚。悲母の会結成、平和運動に参加。
- 1947年（昭和22年）歌集『踏絵・幻の華』（日本文学選）刊
- 1950年（昭和25年）『短歌教室』刊
- 1954年（昭和29年）『ことたま選集』
- 1956年（昭和31年）5月、龍介と中国訪問。毛沢東主席、周恩来総理と対面。歌集『地平線』刊（70歳）
- 1967年（昭和42年）2月22日死去。（81歳）葬儀委員長は片山哲。

## 作品
映画化作品
- 『青春譜』（1930年） - 週刊朝日の連載小説を、池田義信監督が映画化した[8]。主人公山田絹子の家の養子であった黒木四郎は絹子と相思相愛であったが、社会問題に関わったため養父の怒りをかって家を追い出され、苦難に遭遇する（白蓮事件参照）。

白蓮著作（復刻版）
- 『踏絵』（ながらみ書房、2008年10月）
- 『白蓮自叙伝 荊棘の実』（河出書房新社、2014年8月）
- 『ことたま　柳原白蓮エッセイ集』（河出書房新社、2015年11月）

## 家族・親族関係
- 父：柳原前光
- 母：伊達初子（伊達宗城次女）
- 生母：奥津りょう（新見正興三女）
- 異母兄：柳原義光（後妻の花子を通して川村純義、西竹一、阪本瑞男らと繋がる）
- 異母姉：柳原信子（入江為守夫人。入江為常・相政・高木邦子 (崇仁親王妃百合子の母) の母）
- 養父：北小路随光
- 養母：猪熊久子（猪熊慶歓の娘）
- 最初の夫：北小路資武
  - 長男：北小路功光
- 2番目の夫：伊藤伝右衛門
- 3番目の夫：宮崎龍介
  - 次男：宮崎香織
  - 長女：宮崎蕗苳（華道家。婿を迎えて宮崎家を継いだ）
- 乳母：増山くに
- 乳兄弟：小池彦太郎（くにの娘婿） - くに没後、北小路家から出戻った後の幽閉時代に家出した燁子を匿っている。伊藤家出奔の際にもいつ来るかと痩せるほどに気を揉んでいたという。燁子の晩年まで交流は続き、最期も看取っている。